# Wrakkenmuseum
Het Wrakkenmuseum is een cultuurhistorisch museum in Formerum op het waddeneiland Terschelling in de Nederlandse provincie Friesland.
Het museum is gevestigd in een monumentale boerderij uit 1859. Er worden voorwerpen tentoongesteld die door duikers boven water zijn gebracht en afkomstig zijn uit scheepswrakken of verkregen zijn door strandjutten.

## Collectie
- Scheepskanonnen
- Duikhelmen
- Ankers
- Voorwerpen uit diverse scheepswrakken
- Inhoud van aangespoelde containers

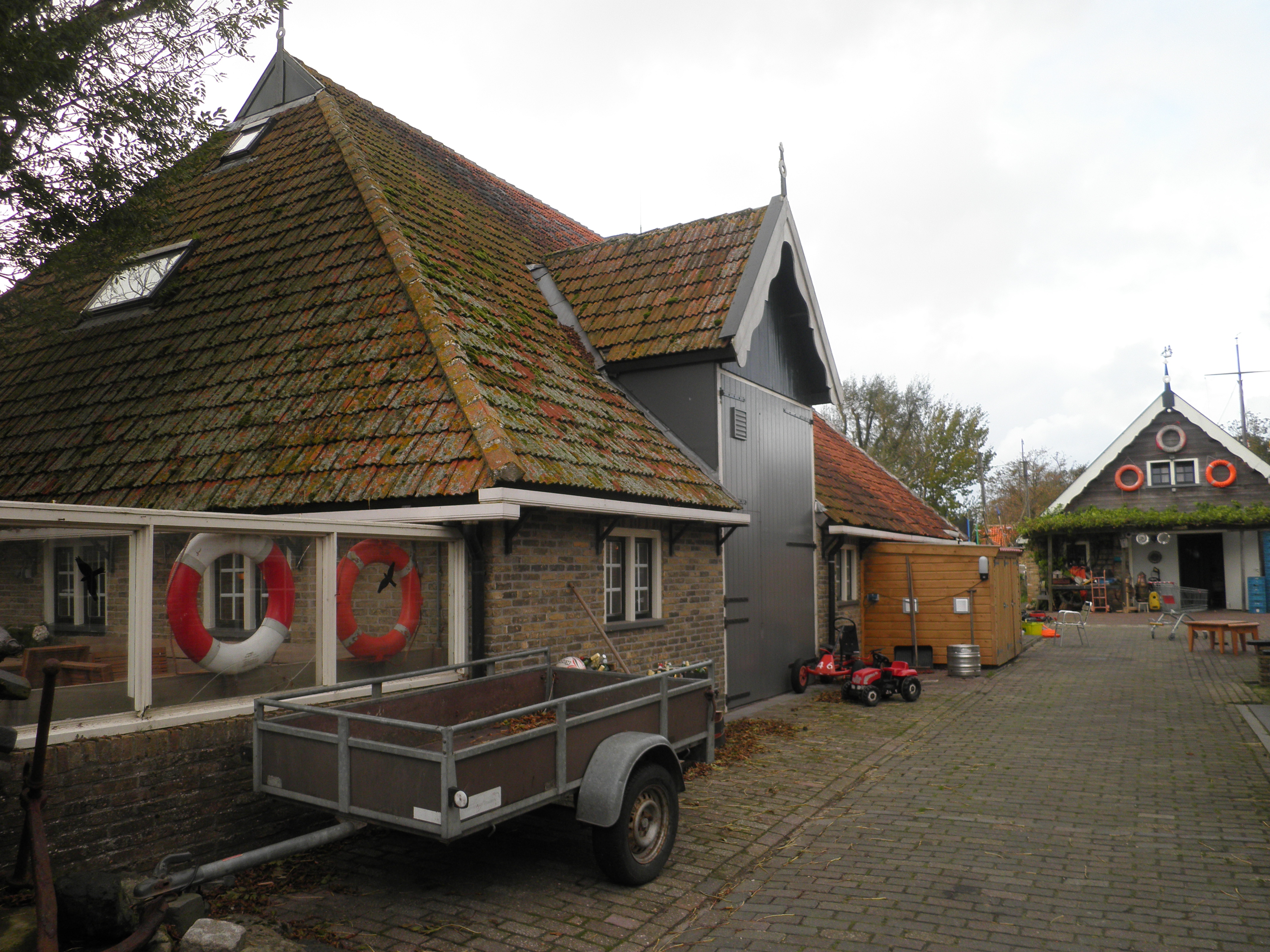
Wrakkenmuseum
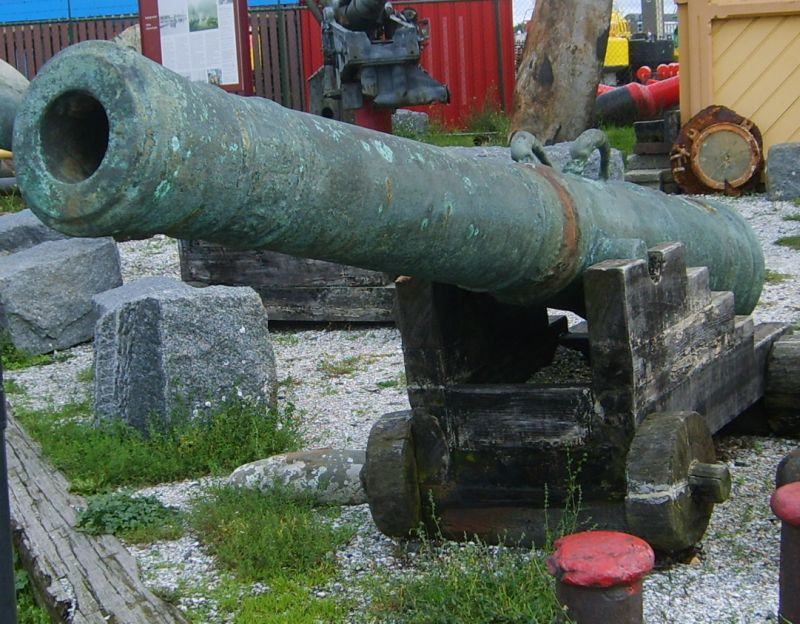
Scheepskanon